# Гланж
Гланж (фр. Glanges) насеље је и општина у централној Француској у региону Лимузен, у департману Горња Вијена која припада префектури Лимож.
По подацима из 2011. године у општини је живело 523 становника, а густина насељености је износила 22,89 становника/km². Општина се простире на површини од 22,85 km². Налази се на средњој надморској висини од 450 метара (максималној 456 m, а минималној 290 m).

## Демографија
| 1962. | 1968. | 1975. | 1982. | 1990. | 1999. | 2011. |
| ----- | ----- | ----- | ----- | ----- | ----- | ----- |
| 492   | 573   | 489   | 440   | 426   | 424   | 523   |

График промене броја становника у току последњих година